# Hofjagdweg
Der Hofjagdweg ist ein Radwanderweg in Brandenburg. Er beginnt in Königs Wusterhausen und führt über eine Strecke von 68 km nach Lübben (Spreewald). Als Markierung weist ein gekröntes Wildschwein auf den Hinweisschildern den Weg.

## Verlauf
Der Radweg beginnt am Bahnhof Königs Wusterhausen und führt über die Bahnhofstraße zum Nottekanal. Weiter geht es über Schenkendorf nach Krummensee, an dem Badesee gleichen Namens entlang. Nach Krummensee führt der Weg zuerst oberhalb des Sutschketals entlang und anschließend durch Wald- und Sumpfgebiete nach Groß Köris. Die Route führt weiter über Halbe, Märkisch Buchholz, Köthen, vorbei an schönen Badestellen am Köthener See nach Groß Wasserburg. Ab hier vereint sich der Weg mit dem Spreeradweg und führt über Krausnick und Schlepzig zum Ziel nach Lübben.
In Königs Wusterhausen und Märkisch Buchholz ist der Hofjagdweg mit dem Dahmeradweg verbunden, sodass eine Rundtour über beide Wege möglich ist. Zwischen Schlepzig und Lübben führt der Gurken-Radweg parallel.

## Anreise
Start und Ziel sind beide mit Regionalexpress-Zügen der Deutschen Bahn erreichbar.

## Sehenswertes unterwegs
- Königs Wusterhausen: Schloss Königs Wusterhausen
- Halbe: Waldfriedhof Halbe, Kaiserbahnhof Halbe
- Märkisch Buchholz: Überfallwehr
- Schlepzig: Dorfkirche Schlepzig, Bauernmuseum Schlepzig
- Lübben (Spreewald): Schloss Lübben